# Scatella gratiellae
Scatella gratiellae är en tvåvingeart som beskrevs av Canzoneri och Raffone 1987. Scatella gratiellae ingår i släktet Scatella och familjen vattenflugor.
Artens utbredningsområde är Kenya. Inga underarter finns listade i Catalogue of Life.